# Wonder Woman 1984
Wonder Woman 1984 és una pel·lícula de superherois dels Estats Units basada en el personatge de DC Comics Wonder Woman. És la seqüela de Wonder Woman (2017) i la novena entrega de l'univers estès de DC. És dirigida per Patty Jenkins, que en va escriure el guió amb Geoff Johns i David Callaham i la història amb Johns. És protagonitzada per Gal Gadot com a Diana Prince / Wonder Woman, juntament amb Chris Pine, Kristen Wiig, Pedro Pascal, Robin Wright i Connie Nielsen en papers secundaris. Ambientada el 1984 durant la Guerra Freda, la pel·lícula segueix Diana mentre s'enfronta a Maxwell Lord i Cheetah. El 27 d'octubre del 2023 el Govern català va anunciar que HBO Max doblaria la pel·lícula al català. El gener de 2024 es va publicar el doblatge i subtítols en llengua catalana.
Després de l'estrena de la primera pel·lícula el juny de 2017 es va començar a parlar de fer-ne una seqüela, decisió que es va prendre el mes següent. El rodatge va començar el 13 de juny de 2018 als estudis de Warner Bros. Studios a Leavesden (Anglaterra); així com al Districte de Columbia i al nord de Virgínia als Estats Units, Londres i Duxford a Anglaterra, Tenerife i Fuerteventura a les illes Canàries i Almeria a Andalusia — i va acabar el 22 de desembre de 2018, després de sis mesos de rodatge. Es van filmar preses addicionals el juliol de 2019.
Wonder Woman 1984 estava previst que s'estrenés als Estats Units el 25 de desembre de 2020. S'havia d'estrenar als cinemes catalans el 2 d'octubre de 2020, però es va posposar al dia de Nadal de 2020.

## Argument
El 1984, durant la Guerra Freda, Diana entra en conflicte amb dos enemics formidables: l'empresari de mitjans de comunicació Maxwell Lord i la seva examiga Barbara Ann Minerva / Cheetah, mentre es retroba amb el seu interès amorós Steve Trevor.

## Repartiment
- Gal Gadot com a Diana Prince / Wonder Woman, semideessa immortal, princesa dels amazones i guerrera.[26]
- Chris Pine com a Steve Trevor, pilot i espia estatunidenc i interès amorós de Diana.[27]
- Kristen Wiig com a Barbara Ann Minerva / Cheetah, arqueòloga i enemiga de Diana, de qui havia estat amiga.[25][28][29]
- Pedro Pascal com a Maxwell Lord, home de negocis i emprenedor carismàtic famós pels seus infomercials.[30][31]
- Robin Wright com a Antíope, germana morta d'Hipòlita, general de l'exèrcit de les amazones i tieta de Diana.[32]
- Connie Nielsen com a Hipòlita, reina de Themiscira i mare de Diana.[32]

Natasha Rothwell, Ravi Patel, Gabriella Wilde, Kristoffer Polaha i Amr Waked també formen part del repartiment.